# باربارا هافمایستر
باربارا هافمایستر (به انگلیسی: Barbara Hofmeister) (زادهٔ ۱۹۵۴) شناگر اهل آلمان است.